# Jaume Cladera
Jaume Cladera Cladera (La Puebla, Baleares, 12 de noviembre de 1941) es un empresario y político español, exconsejero del Gobierno Balear.

## Trayectoria profesional
Se licenció en Ciencias Físicas en 1965 por la Universidad Complutense de Madrid. En 1967 fundó el Centro de Estudios Donoso Cortés en Madrid y publicó la obra Álgebra lineal. En la década de los 70 entró en el mundo de la política. Entre 1979 y 1983 fue nombrado vicepresidente del Fomento de Turismo de Mallorca y entre 1982 y 1983 presidente de Zonas Turísticas de España. En 1983 fue nombrado consejero de turismo del Gobierno Balear, cargo que ocupó hasta 1993.
En 1993 fue nombrado consejero delegado de Playmar y Turismo, S.A., y de Mallorcotel S.A. En 1994 hizo de profesor asociado del departamento de Matemáticas de la Universidad de las Islas Baleares (UIB) y es miembro del Consejo Social de la misma universidad. 
En 2002 fue nombrado vocal del Consejo Científico Enturib. En 2004 fue homenajeado por el Consorcio de la Escuela de Hostelería de la UIB, dándose su nombre al nuevo auditorio del centro.
En junio de 2010, con la llegada de Lorenzo Serra Ferrer al RCD Mallorca, fue nombrado vicepresidente del club. El 27 de septiembre de 2010 fue nombrado presidente del club tras la destitución del cargo que ocupaba Josep Pons por "falta de confianza".
En diciembre de 2012 dimitió como presidente y consejero delegado del club tras insalvables desavenencias con la mayoría accionarial del consejo de administración.